# Бальзамирование

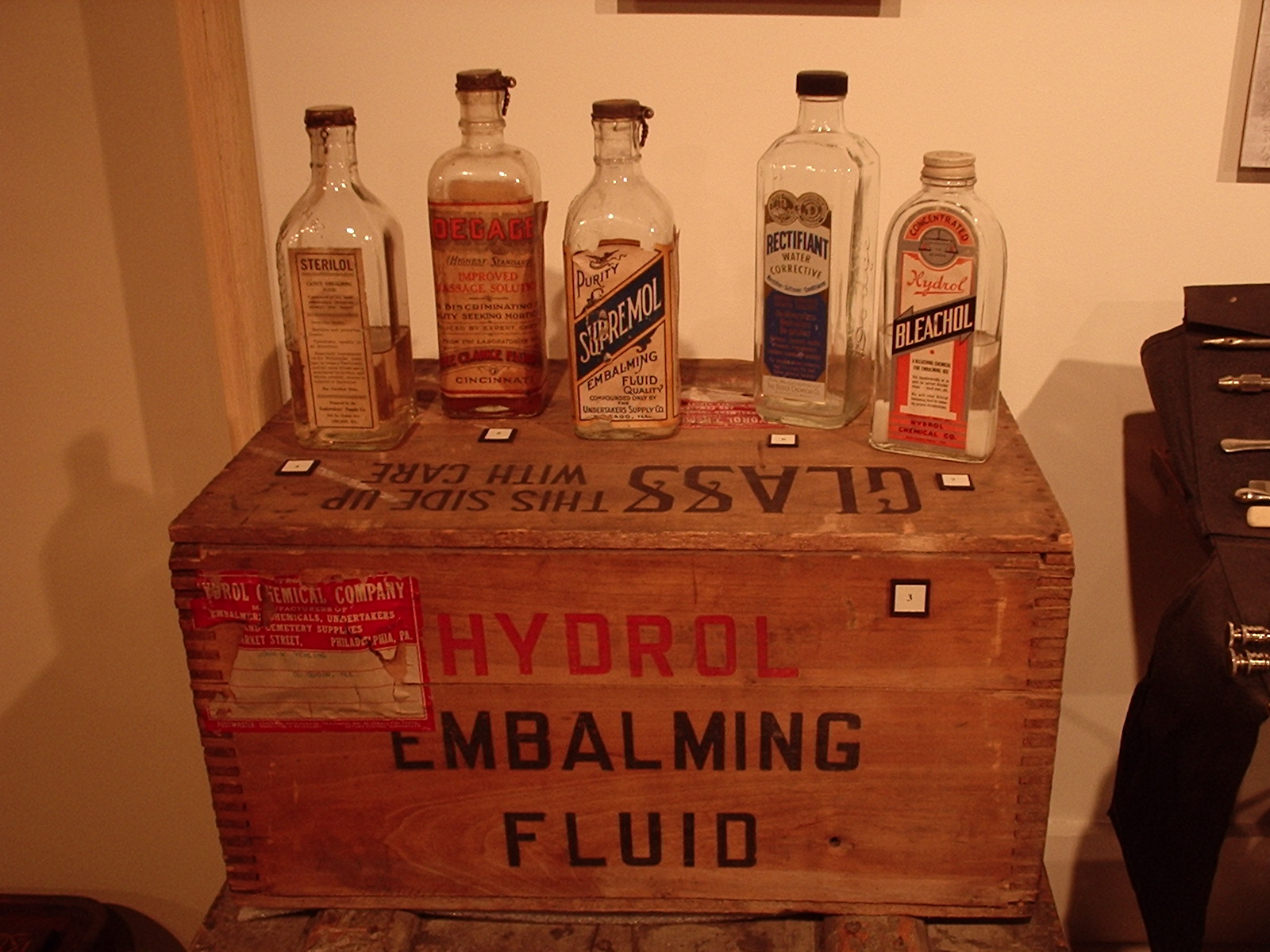
Бальзамирующие вещества начала XX века

Бальзами́рование (от др.-греч. βάλσαμον — «бальзам, бальзамин») — метод предотвращения гниения трупов или отдельных органов, применяемый для сохранения тел людей после их смерти, обеззараживания трупов при продолжительной транспортировке и изготовления анатомических экспонатов.
Бальзамирование известно с древнейших времен. Суть бальзамирования состоит в пропитывании тканей трупа веществами, уничтожающими микробов и препятствующими посмертному разрушению тканей. В Древнем Египте для бальзамирования применялись душистые вещества — бальзамы (отсюда название процедуры). Перед бальзамированием в Египте мозг вынимался через нос, так как считалось, что он не представляет ценности (о функции мозга тогда было неизвестно, поэтому его просто выбрасывали, другие органы сохраняли отдельно от трупа).
В настоящее время в качестве основы для бальзамирования широко используется формалин. На Украине возле Винницы с 1881 года сохраняется забальзамированное пионером отечественного бальзамирования Д. И. Выводцевым тело известного хирурга и анатома Н. И. Пирогова.
Классическими способами бальзамирования считаются метод Мельникова-Разведенкова, Воробьёва-Збарского, Броша и Абрикосова.
В современной русскоязычной литературе теории и практике бальзамирования уделено неоправданно мало внимания. Можно выделить всего одно, уже ставшее библиографической редкостью, издание — руководство «Бальзамирование и реставрация трупов», написанное судебными медиками.

## История

### Новое Время
В Новое Время в связи с развитием технологий бальзамирование вышло на новый уровень.

#### Выставление напоказ
В Новое время сложилась традиция выставления забальзамированных тел напоказ публике — как правило, в музеях в качестве диковин.
Указанный год — дата смерти, символом глаза () помечены мавзолеи с забальзамированными телами, до сих пор доступные для визита.
- 1703 год — принц Карл-Евгений Круа. Умер в Ревеле в неоплатных долгах, из-за чего долгое время оставался непогребённым. Тело его удивительным образом неплохо сохранилось, лежало под стеклянной крышкой в церкви св. Николая на протяжении 160 лет и было предметом любопытства путешественников[1]. Заимодавцы собирали с любопытных плату, которая шла на погашение его долгов. Захоронено тело в 1863 году.
- 1758 год — Ханна Безуик («Манчестерская мумия»). Погребена в 1868 году.
- 1832 год — знаменитый учёный и философ Джереми Бентам. Согласно его завещанию, после смерти его тело использовалось для анатомического урока; после этого из него сделали «манекен», состоящий из скелета и забальзамированной головы учёного. Голова пострадала в процессе изготовления и была заменена восковой копией. Забальзамированное тело хранится в Университетском колледже Лондона.
- 1860 год — бородатая женщина Юлия Пастрана. Заспиртована, претерпела множество злоключений. Хранилась в университете Норвегии, доступ ограничен. Похоронена в 2013 году.
- 1881 год — знаменитый врач Николай Иванович Пирогов. Забальзамирован по своей собственной методике своим учеником в деревне Вишня под Винницей (ныне территория Винницы), доступ до сих пор возможен[2] (см. Тело Пирогова).
- 1903 год — Джон Сент Хелен. По данным первоначального владельца этого забальзамированного тела, юриста Финиса Бейтса[англ.], под этим псевдонимом скрывался убийца Авраама Линкольна Джон Бут. Тело экспонировалось на публике в 1920-е гг. в ходе выставок в различных местах в США[3].
- 1906 год — Хэйзел Фэррис (en). Показывалась в музее естественной истории, похоронена в XX веке.
- 1911 год — Элмер Маккёрди. Показывался в парке развлечений, похоронен в 1977 году.
- 1917 год — Мата Хари. Голова расстрелянной шпионки хранилась в Музее анатомии[фр.] в Париже. Но в 2000 году архивариусы обнаружили, что голова исчезла. Пропажа могла произойти ещё в 1954 году, когда музей переехал[4].
- 1920 год — Розалия Ломбардо — итальянская девочка, забальзамированная по просьбе отца. Тело Розалии Ломбардо хранится в застеклённом гробу, установленном на мраморном пьедестале посреди небольшой часовни — финального пункта туристического маршрута по катакомбам капуцинов в Палермо.

##### Политики

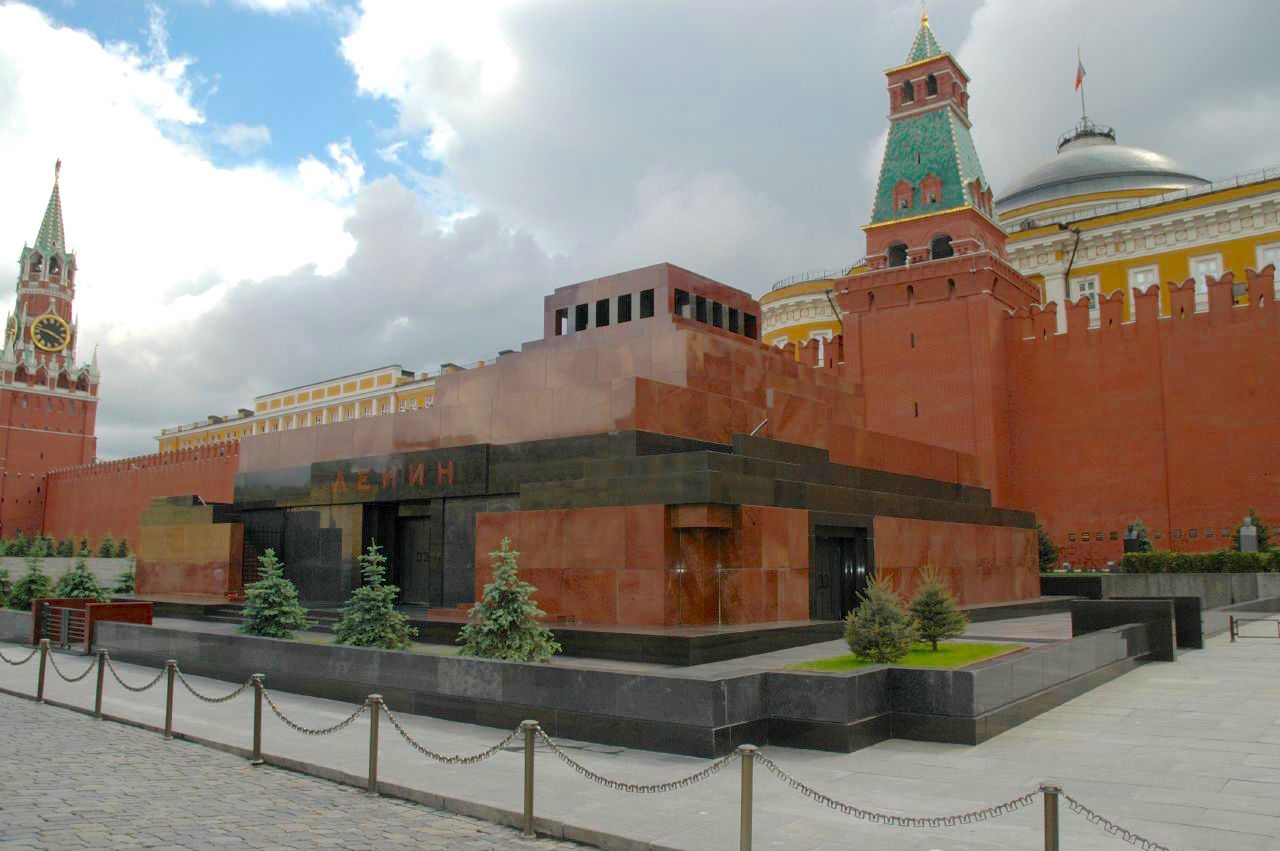
Мавзолей Ленина

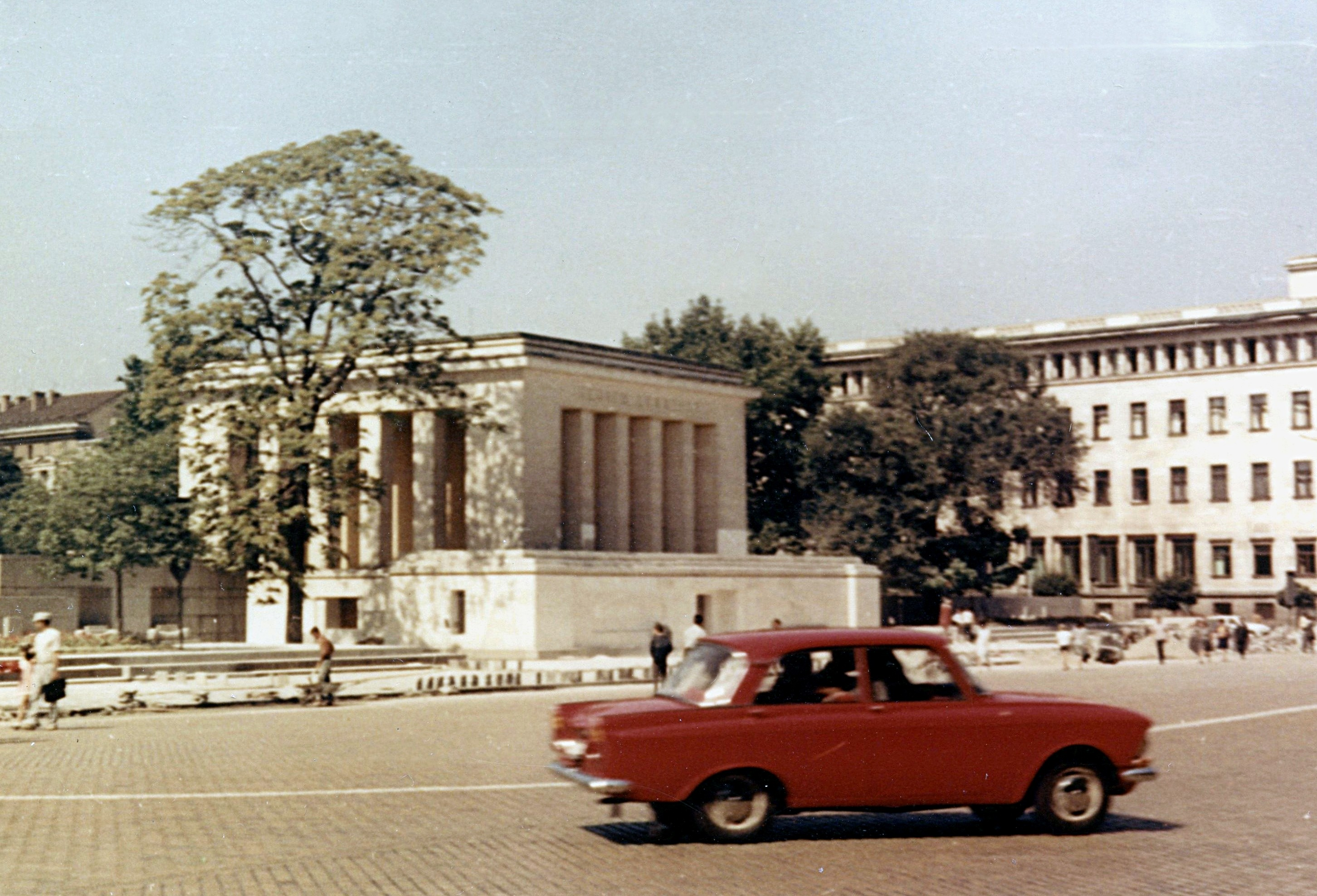
Мавзолей Димитрова

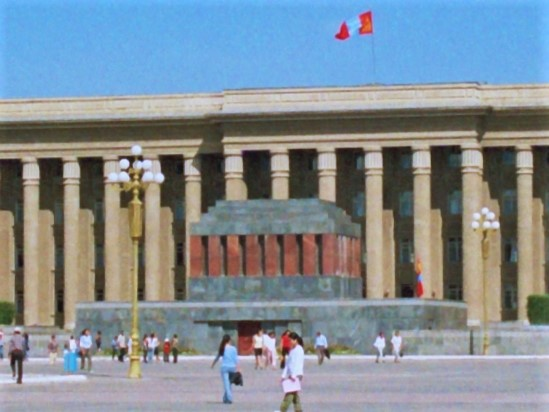
Мавзолей Сухэ-Батора

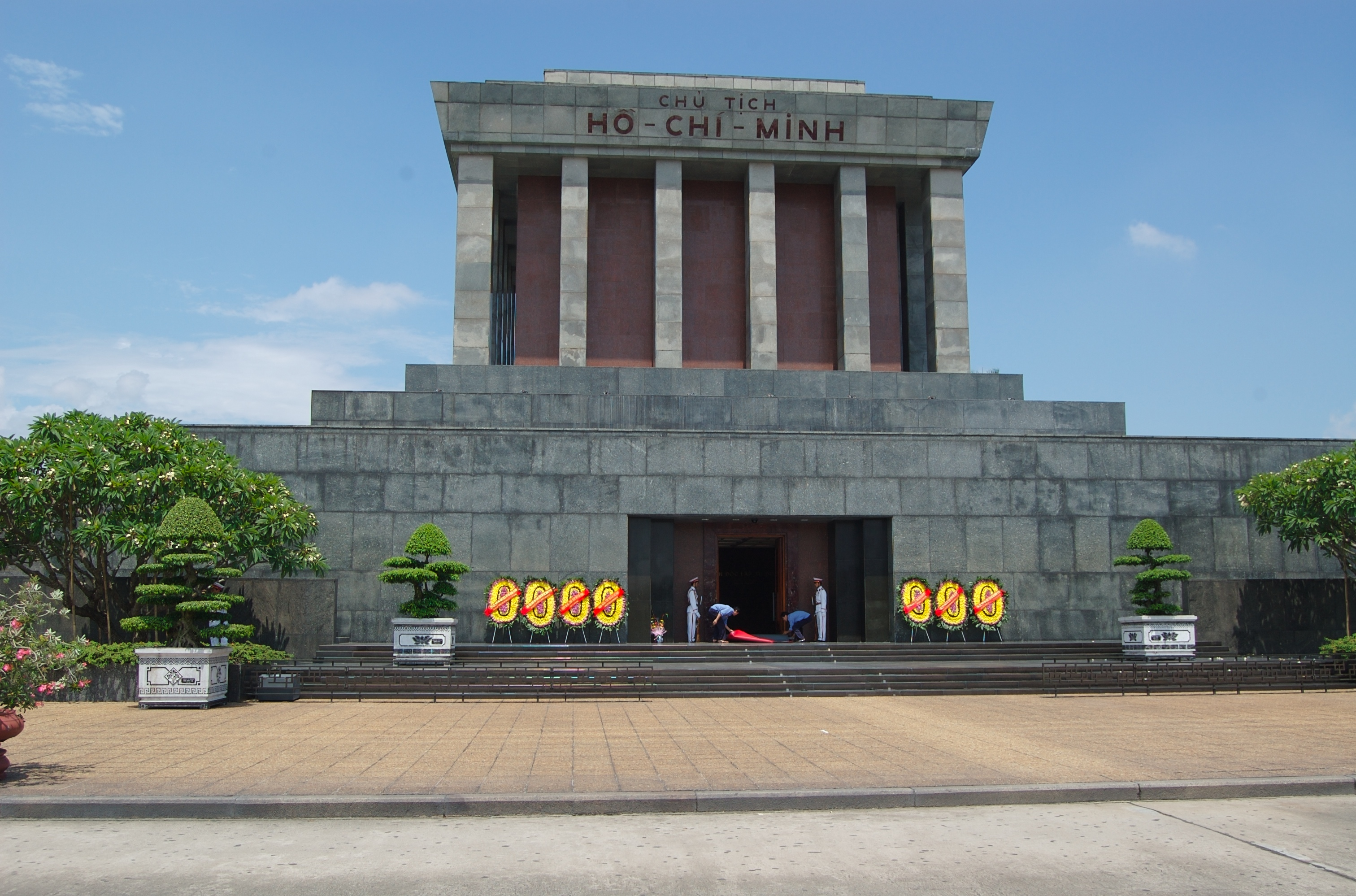
Мавзолей Хо Ши Мина

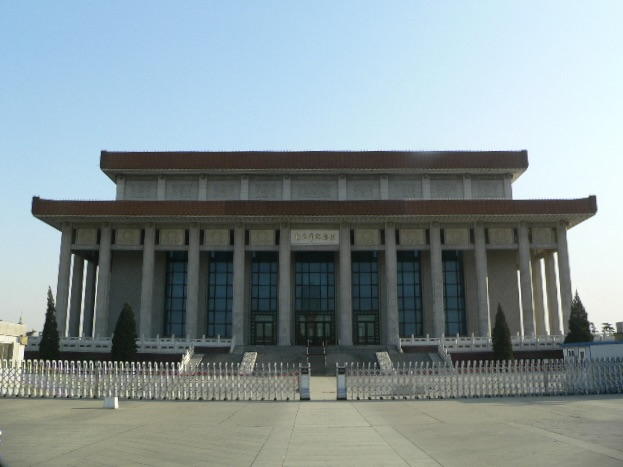
Мавзолей Мао Цзэдуна

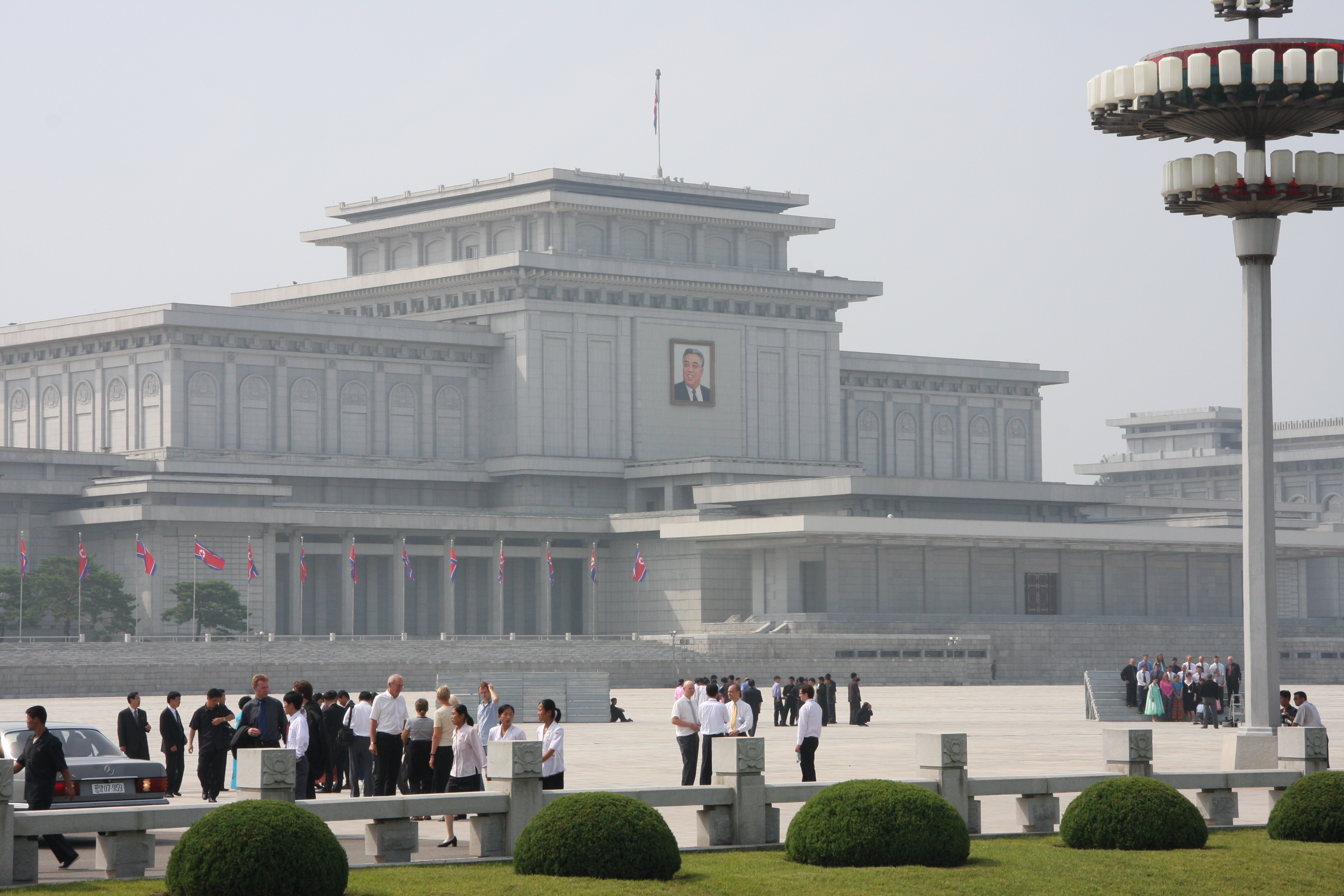
Мавзолей Ким Ир Сена и Ким Чен Ира

Особенно традиция выставления мёртвых тел напоказ на длительное время (не только для транспортировки и процедуры прощания) распространилась в XX веке, в основном среди политических лидеров тоталитарных государств. Останки большинства из них помещались в мавзолеи.
- 1924 год — Владимир Ильич Ленин. Открыто для доступа по настоящее время (см. Смерть и похороны Ленина, Судьба тела Ленина, Мавзолей Ленина).
- 1925 год — Григорий Иванович Котовский. Мавзолей и тело подвергнуты надругательству в 1941 году, тело пострадало, но доступ открыт, и его можно посмотреть через окошко в гробу (см. Мавзолей Котовского).
- 1938 год — Мустафа Кемаль Ататюрк. Тело покоится в мавзолее Аныткабир. Доступ к нему имеют только главнокомандующий и врач, ответственный за проверку состояния тела.
- 1949 год — Георгий Михайлович Димитров (лидер Болгарии). Открыто для доступа до свержения коммунистического режима в Болгарии в 1990 году. Перезахоронен. (см. Мавзолей Георгия Димитрова).
- 1952 год — Эва Перон. Открыто для доступа до свержения Перона в 1955 году, после этого претерпело множество злоключений (см. Болезнь и смерть, Disappearance and return of corpse, El secuestro del cadáver de Evita)
- 1952 год — Хорлогийн Чойбалсан. Тело было забальзамировано в Москве и доставлено в Улан-Батор. Мавзолей Чойбалсана был построен ещё при его жизни по его же приказу. Но Юмжагийн Цеденбал приказал не выставлять тело бывшего правителя на обозрение, а замуровать его в склепе, служащем усыпальницей вождя монгольской революции Сухэ-Батора (см. Мавзолей Сухэ-Батора).
- 1953 год — Иосиф Виссарионович Сталин. Открыто для доступа по 1961 год, перезахоронен у Кремлёвской стены (см. Смерть Сталина).
- 1953 год — Клемент Готвальд (лидер Чехословакии, умер, заболев на похоронах Сталина). Бальзамирование было проведено плохо, и к началу 1960-х годов тело стало разлагаться, вдобавок, началась критика культа личности, в 1962 году мавзолей был закрыт, а тело Готвальда — кремировано (см. Национальный памятник на Виткове).
- 1963 год — папа Иоанн XXIII. Забальзамирован и погребен. После беатификации эксгумирован в 2001 году и выставлен в хрустальном гробу в базилике собора Святого Петра в Риме.
- 1965 год — Георгиу-Деж, Георге. Открыто для доступа, Перезахоронен в 1991 (см. Mавзолее Kоммунистических Героев[рум.])
- 1969 год — Хо Ши Мин. Открыто для доступа с 1975 года (до этого тело прятали от американцев), (см. Мавзолей Хо Ши Мина)
- 1975 год — Чан Кайши. Открыто для доступа, (см. Мавзолей Сиху[англ.])
- 1975 год — Франко, Франсиско. Открыто для доступа, Перезахоронен в 2019 (см. Долина Павших)
- 1976 год — Мао Цзэдун. Открыто для доступа (см. Мавзолей Мао Цзэдуна)
- 1979 год — Антониу Агоштинью Нету (лидер Анголы). Тело открывалось для поклонения только раз в год (17 сентября, в день рождения Нето). Тело было захоронено в 1992 году по просьбе семьи покойного.
- 1985 год — Линдон Форбс Бёрнхем, лидер Гайаны. Забальзамирован советскими учеными[5], подготовлен к помещению в мавзолей, но под нажимом Госдепартамента США, угрожавшего отменой экономической помощи в случае открытого доступа к телу, оно было замуровано в герметичной капсуле.
- 1988 год — Цзян Цзинго. Открыто для доступа (см.Мавзолей Даси[англ.])
- 1989 год — Фердинанд Маркос. Перезахоронен в 2016 (см. Президентский центр Фердинанда Маркоса[англ.])
- 1994 год — Ким Ир Сен. Открыто для доступа (см. Кымсусанский мемориальный дворец Солнца)
- 2011 год — Ким Чен Ир. Открыто для доступа (см. Кымсусанский мемориальный дворец Солнца)

### Другие случаи
- Буддийский святой Итигэлов, Даши-Доржо
- Клод Ноуэлл[англ.] (1944—2008) — современный основатель религиозной секты «мумифицирования».
- Медицинский музей Сирирай[англ.] — музей в Таиланде со множеством сохраненных тел.
- В русскоязычной прессе нередко встречаются утверждения[6], что тело Энвера Ходжи было забальзамировано и помещено в мавзолей. На деле[7], албанский лидер погребён на кладбище Павших героев нации в Тиране. В мае 1992 года тело Энвера Ходжи было тайно эксгумировано новыми властями Албании и перезахоронено на общественном кладбище на окраине Тираны. При этом надгробная плита была изъята и использована для создания памятника английским солдатам союзных войск. Здание, которое ошибочно называют «мавзолеем», было построено как Музей Энвера Ходжи, который открылся 14 октября 1988 года (к 80-летию со дня рождения Э. Ходжи). В настоящее время экспозиция музея демонтирована, внешний облик здания изменён, а внутри располагается культурно-выставочный центр.
- В Венесуэле имелись планы забальзамировать тело президента Уго Чавеса, скончавшегося 5 марта 2013 года, однако затем от этих планов отказались из-за упущенного времени для начала бальзамирования.(см. Музей революции)[8].